# Celebrity Rehab
Pour les articles homonymes, voir Rehab.
Celebrity Rehab est une émission de télé-réalité, diffusée sur la chaîne américaine VH1 entre 2008 et 2012.

## Principe
Des célébrités racontent leurs addictions (drogue, alcool...) à des médecins qui sont là pour les aider, sous le regard de caméras de télévision.

## Casting de l'équipe deRehab
Le médecin en chef est le Dr Drew Pinsky, assisté des Docteurs Shelly Sprague, Bob Forrest et Loesha Zeviar.
Ce qui suit sont des employés du Centre de récupération Pasadena (RPC), où la série est filmée.
- Dr Drew Pinsky : Pinsky est la star de la série, et le spécialiste en chef qui traite les patients. Un interniste conseil certifié et spécialiste en médecine de la toxicomanie.
- Shelly Sprague : la technicienne de réadaptation résidente. Elle a été toxicomane elle-même.
- Bob Forrest : conseiller en Chef de Pinsky, qui apparaît au cours des séances de groupe. C'est un toxicomane depuis 1996. Forrest est le directeur du programme Chemical Dependency à Las Encinas Hospital, où il a été embauché par Pinsky.
- Loesha Zeviar : une technicienne résidente qui apparaît en premier dans le deuxième épisode de la saison 2.
- Dr Charles Sophy : psychiatre et directeur du Département comté de Los Angeles Children and Family Services. Il est également l'auteur de Side By Side The Revolutionary Mother-Daughter Program for Conflict-Free Communication.
- Sasha Kusina : une infirmière du Centre de récupération Pasadena. Elle arrive dès la saison 2.
- Jennifer Gimenez : un modèle et une actrice et une ex-toxicomane qui attribue sa guérison à Pinsky. Elle a commencé à travailler en tant que technicienne de réadaptation au Centre de récupération Pasadena dans la saison 5.
- Dr John Sharp : Dr. Sharp est un psychiatre certifié, auteur à succès et spécialiste des médias. Il fait partie du corps professoral à la fois de l'école de médecine de Harvard et de la David Geffen School of Medicine à UCLA, partageant son temps entre Boston et Los Angeles. Il est apparu dans saison 5, et le directeur médical adjoint début de la saison 6.
- Simone Bienne : un thérapeute en relation qui apparaît dans la saison 6.

## Candidats

### Saison 1 (2008)
- Daniel Baldwin : acteur, frère d'Alec Baldwin, a participé à I'm a Celebrity... Get Me Out of Here ! 2
- Mary Carey : actrice pornographique et ancienne candidate au poste de gouverneur de Californie
- Joanie Laurer : actrice et sportive
- Jeff Conaway : acteur
- Jaimee Foxworth : actrice
- Brigitte Nielsen : actrice et chanteuse danoise, ex-femme de Sylvester Stallone. Elle a participé à Celebrity Big Brother 3, au Dancing with the Stars 3 allemand, à La Ferme Célébrités en Afrique en France, et a remporté la version allemande de I'm a Celebrity... Get Me Out of Here ! 6
- Ricco Rodriguez : sportif
- Jessica Sierra : chanteuse
- Seth Binzer : chanteur

### Saison 2 (2008)
- Steven Adler : ancien membre de Guns N'Roses
- Jeff Conaway : retour après la saison 1
- Rodney King : ancien officier
- Tawny Kitaen : mannequin et actrice
- Nikki McKibbin : chanteuse et ancienne candidate d'American Idol
- Amber Smith : actrice et mannequin
- Sean Stewart : fils de Rod Stewart
- Gary Busey : acteur
- Seth Binzer : retour de la saison 1

### Saison 3 (2010)
- Lisa D'Amato : mannequin et personnalité de la télévision. Elle a participé au même Celebrity Big Brother que Brigitte Nielsen
- Heidi Fleiss : ancienne tenancière de lupanar, et candidate au Celebrity Big Brother 2010
- Mindy McCready : chanteuse de country
- Kari Ann Peniche : playmate Playboy
- Mackenzie Phillips : actrice
- Dennis Rodman : ancien basketteur et candidat au Celebrity Big Brother 2006 et The Celebrity Apprentice 2009 et 2013
- Tom Sizemore : acteur
- Mike Starr : ancien bassiste d'Alice in Chains

### Saison 4 (2010-2011)
- Eric Roberts : acteur et frère de l'actrice oscarisée Julia Roberts et père de la star de Scream 4, Emma Roberts
- Janice Dickinson : ancienne mannequin, candidate à la version anglaise et américaine d'I'm a Celebrity... Get Me Out of Here !, et à The Surreal Life
- Rachel Uchitel : première maîtresse de Tiger Woods
- Jeremy London : acteur
- Leif Garrett : acteur et chanteur
- Frankie Lons : mère de Keyshia Cole
- Jason Wahler : ancien membre de l'émission Laguna Beach : The Hills
- Jason Davis : acteur

### Saison 5 (2011)
- Steven Adler : de retour de la saison 2
- Amy Fisher : écrivain, éditorialiste et actrice de films pornographiques américaine
- Dwight Gooden : ancien joueur de Baseball
- Jeremy Jackson : a joué le rôle d'Hobie Buchannon dans Alerte à Malibu
- Bai Ling : actrice chinoise récompensée pour le film Nouvelle Cuisine (Dumplings)
- Michael Lohan : père de l'actrice Lindsay Lohan
- Sean Young : actrice, a participé à Skating with the Stars

### Saison 6 (2012)
Pour cette saison, ce ne sont pas des célébrités qui soignent leurs addictions, mais des anonymes.
- Eric Adams
- Ashleigh Izzi
- Erika Melahn
- Michael Mariano
- Deanna Salamone
- Jasmen « Cinnamon » Evans
- Heather Swartz
- Andrew « Drewbee » Arthur